# Конверт (фильм, 2017)
«Конверт» — российский фильм ужасов режиссёра Владимира Маркова. В главной роли — Юлия Пересильд. В прокат в России фильм вышел 30 ноября 2017 года.

## Сюжет
Согласно опубликованному синопсису, действие фильма разворачивается в современной Москве. В одну архитектурную организацию по ошибке доставляют загадочное письмо. Игоря — водителя компании — просят отвезти письмо по нужному адресу, после чего с ним начинают происходить удивительные и жуткие события.

## В ролях
| Актёры            | Персонажи                                                      |
| ----------------- | -------------------------------------------------------------- |
| Игорь Лизенгевич  | Игорь, водитель                                                |
| Юлия Пересильд    | Марина Озёрина, следователь районного УВД                      |
| Ольга Медынич     | Дарья Владимировна Аникушина                                   |
| Игорь Хрипунов    | Тихон, бродяга, вор и грабитель                                |
| Людмила Чиркова   | старушка                                                       |
| Диана Енакаева    | девочка                                                        |
| Сергей Барковский | Михаил Дмитриевич, начальник Игоря                             |
| Дмитрий Куличков  | Андрей Будник, лейтенант в дежурной части РУВД, коллега Марины |
| Алексей Кирсанов  | Сергей, приятель Игоря, механик в автосервисе                  |
| Варвара Бородина  | Елена                                                          |
| Станислав Лесной  | Фёдор Андреевич Аникушин                                       |
| Юрий Лопарёв      | сторож на Введенском кладбище                                  |
| Вилен Бабичев     | крестьянин                                                     |

## Съемочная группа
- Продюсер: Константин Буслов
- Режиссёр-постановщик: Владимир Марков
- Автор сценария: Илья Куликов при участии Константина Буслова
- Авторы сюжета: Илья Куликов, Олег Смирнов
- Оператор-постановщик: Ирек Хартович
- Художник-постановщик: Александра Фатина
- Композитор: Сергей Штерн
- Художники по костюмам: Владимир Купцов, Екатерина Ворожейкина
- Художник по гриму: Ольга Афиногенова
- Звукорежиссёр: Игорь Гоцманов
- Звукорежиссёр перезаписи: Алексей Бадыгов
- Саунд-дизайнеры: Сергей Штерн, Игорь Гоцманов
- Исполнительный продюсер: Сергей Ерофеев
- Вторые режиссёры: Евгений Досталь, Александр Шапошников
- Второй режиссёр по планированию: Екатерина Молочная
- Кастинг: Мария Гоготова, Любовь Свиблова
- Постановщик трюков: Виктор Иванов
- Второй оператор: Вячеслав Быстрицкий
- Черновой монтаж на площадке: Дмитрий Масликов
- Оператор: Сергей Гулин
- Операторы steadicam: Сергей Шульц, Игорь Вотинцев, Андрей Попков
- Оператор коптера: Руслан Прохоров, Полина Прохорова, Сергей Моисеев
- Оператор 2-й группы: Пётр Буслов мл.
- Оператор видеоконтроля: Игорь Обносов
- Гаффер: Михаил Савельев